# Острогожск
Острого́жск — город (основан в 1652) в Воронежской области России. Административный центр Острогожского района и городского поселения Острогожск.
Полковая столица Острогожского Слободского казачьего войска. Населённый пункт воинской доблести. Население — 30 549 чел. (2025).

## География
Город расположен в 105 км к югу от Воронежа, на реках Тихая Сосна и Острогоща (притоки Дона). В городе — железнодорожная станция Острогожск (на линии «Лиски—Валуйки»). Через Острогожск проходит трасса Воронеж — Луганск (Р194). Относится к этнографическому региону Слобожанщина.

### Климат
Климат Острогожска — умеренно континентальный, немного засушливее, чем в Воронеже.

Зимы умеренно-морозные, с устойчивым снежным покровом и частыми оттепелями. Лето тёплое и влажное.
| Показатель                    | Янв.  | Фев.  | Март | Апр. | Май  | Июнь | Июль | Авг. | Сен. | Окт. | Нояб. | Дек. | Год  |
| ----------------------------- | ----- | ----- | ---- | ---- | ---- | ---- | ---- | ---- | ---- | ---- | ----- | ---- | ---- |
| Средний суточный максимум, °C | −4,7  | −4,1  | 1,3  | 13,5 | 21,3 | 25,0 | 26,4 | 25,5 | 19,3 | 10,9 | 2,8   | −1,5 | 11,3 |
| Средняя температура, °C       | −8    | −7,7  | −2,2 | 8,4  | 15,5 | 19,2 | 20,8 | 19,8 | 14,1 | 7,0  | −0,1  | −4,3 | 6,9  |
| Средний суточный минимум, °C  | −11,2 | −11,2 | −5,6 | 3,3  | 9,7  | 13,5 | 15,2 | 14,1 | 8,9  | 3,1  | −2,6  | −7,1 | 2,5  |
| Норма осадков, мм             | 41    | 31    | 27   | 36   | 44   | 63   | 64   | 49   | 48   | 39   | 47    | 46   | 535  |
| Источник: Климат Острогожска  |       |       |      |      |      |      |      |      |      |      |       |      |      |

## История

### В истории Русского царства
Острогожск был основан в 1652 году как военная крепость — острог на южных рубежах России (в составе Белгородской черты). Крепость была названа по реке Острогощи, впадающей вблизи в Тихую Сосну. Строительство Острогожской крепости было поручено воеводе Фёдору Арсеньеву (по другим источникам — Арсентьеву). Помимо русских служилых людей в Острогожске поселилось около тысячи черкасов Черниговского и Нежинского полков, выходцев из Речи Посполитой  бежавших от расказачивания по Белоцерковскому миру 1651 года. Их возглавлял полковник Иван Зеньковский. Изначально черкасы просили расселить их вблизи Рыльска и Путивля, но Алексей Михайлович настоял на пустынных берегах Тихой Сосны и Острогощи. Первый острог представлял собой стену с девятью башнями. Самая высокая башня носила название Московской и позволяла обозревать окрестности на расстоянии 33 версты — до верховьев рек Лиски и Марки и до Татарского липяга. В 1660-х годах в Острогожске был основан Пятницкий девичий монастырь.

#### Восстание Степана Разина
В 1670 году город активно участвовал в восстании Степана Разина. 9 сентября 1670 года сюда прибыл посланец от Разина Фёдор Колчев с отрядом, которого Зеньковский пропустил в город. В городе был созван казачий круг, на котором зачитали письмо от Разина. По решению круга был казнён (утоплен) воевода Василий Мезенцев. Далее, перешедшее на сторону Разина войско пошло в Ольшанск (ныне село Верхний Ольшан), жители которого также перешли на сторону Разина. Однако в результате заговора Зеньковский и его сподвижники были схвачены. Жена полковника Евдокия попыталась послать гонца на Дон с просьбой о помощи, однако письмо было перехвачено. 29 сентября Зеньковский с несколькими сподвижниками был расстрелян, а его жене отрубили голову. Разинского атамана Федора Колчева, подстрекавшего казаков Зеньковского к восстанию, заковали в «железы» и под конвоем отправили для допросов сначала в Белгород, а потом в Москву, где вскоре казнили на Болотной площади.
За поддержку восставших власти хотели даже упразднить крепость Острогожск и расселить жителей по разным краям государства, но набег крымских татар в 1673 году и успешная оборона города от него заставили отказаться от этих планов. В 1681 году крымские татары в последний раз доходили набегом до Острогожска и вновь не сумели им овладеть. После этого значение Белгородской засечной черты и Острогожска как одного из её важнейших пунктов стало падать.
В период с 1702 года по 1703 год личный состав полка драгун пешего строю полковника Петра Михайловича Деолова нёс гарнизонную службу в городе.

### В истории Российской империи
Вплоть до 1765 года Острогожск был полковым городом Острогожского слободского казачьего полка; в 1779—1928 гг. — уездный город Воронежской губернии. Город в просторечии называли Рыбным, так как в нём располагался склад рыбы, вывозимой во внутренние губернии с Дона.
В 1696 г. в Острогожске состоялась встреча Петра I с гетманом И. С. Мазепой. Царь вызывал гетмана, чтобы поблагодарить его за помощь в осаде Азова. Встреча описана в произведении К. Рылеева «Пётр Великий в Острогожске». Через 12 лет Мазепа перейдёт на сторону шведов.
В 1705 году Острогожский полк был передан в ведение Приказа Адмиралтейских дел, расположенного в Воронеже.
В 1708 г. Острогожск был приписан к Азовской губернии и утратил статус войсковой столицы.
После упразднения Острогожского слободского казачьего полка в 1765 году, его территория, как и территория других четырёх слободских казачьих полков, была включена в Слободско-Украинскую губернию.
В 1760-х гг. Недалеко от Острогожска немцами из Вюртемберга была основана колония Рибенсдорф (что можно перевести как «деревня под Рыбным»). В 1766 году в Рибенсдорфе построена лютеранская кирха.
В 1895 г. через город прошла железная дорога Харьков — Балашов.
Согласно переписи населения 1897 года, в городе Острогожске 51,4 % причисляли себя к малороссам, а 46,8 % к великороссам. В Острогожском же уезде доля населения, причислявшего себя к малороссам, была подавляющей и превышала девяносто процентов населения.
20 июля 1899 года в Острогожске была открыта общественная библиотека. Она разместилась в доме почётного гражданина Острогожска Ивана Бабенычева. Первым её руководителем стал Глеб Николаевич Яковлев. Многие жители города передали в фонд библиотеки более 400 томов. В 1910 году на собранные среди жителей деньги была построена двухэтажная пристройка у здания, в которой размещалась пожарная часть. В новом здании были размещены общественная библиотека и картинная галерея.
В 1904 году в Острогожске создана социал-демократическая группа «Воля», которая проводила пропагандистскую работу, распространяла листовки. Одна из листовок — «Правда о войне русских с японцами» — была направлена против русско-японской войны.
В 1917 году Острогожск становится одним из центров украинского движения на всей Восточной Слобожанщине (территория Курской и Воронежской губерний), в городе из числа местной интеллигенции создаётся общество «Просвіта» («Просвещение») и отделение Украинской партии социалистов -революционеров (УПСР), Украинский уездный совет (в оригинале «Українська повітова Рада м. Острогожськ») под руководством Аркадия Петровича Животко, который был назначен инструктором Центральной Рады в Воронежской губернии.
По воспоминаниям А.Животко, опубликованным в книге «Острогожчина», 25 декабря 1917 года в Острогожске в здании земства прошел уездный съезд с представителями уездов Богучарского и Валуйского, который обратился к Центральной Раде Украинской Народной Республики с просьбой о присоединении Острогожского уезда к Украине. Однако, укрепление власти большевиков и начавшаяся вскоре война между Советской Россией и УНР этому помешали.

### Гражданская война
В октябре 1917 года Острогожск стал первым городом в Воронежской губернии, в котором 28 октября 1917 была установлена Советская власть.
В апреле-декабре 1918 года Острогожск был занят войсками кайзеровской Германии, после чего Острогожск формально был включён в состав Второго Гетманата Павла Петровича Скоропадского как уездный город Харьковской губернии под патронатом Германской империи. После революции в Германии и бегства Скоропадского из Киева, на земли, подконтрольные Второму Гетманату, стали претендовать петлюровцы. Таким образом, город формально стал входить в состав Украинской Народной Республики. Затем город заняли части Красной Армии. Летом 1919 года за город шли бои с частями генерала Деникина. В конце 1919 года город был вновь занят Красной Армией. В окрестностях города в 1920—1921 гг. действовали повстанцы Колесникова, которые боролись против советской власти.

### Советский период
С 1928 года — районный центр (до этого был уездным городом).
В 1928—1929 годы был также административным центром Острогожского округа.
Во время Великой Отечественной войны, в октябре 1941 года этнические немцы из Воронежской области (в том числе из Рибенсдорф) были в течение недели депортированы в Новосибирскую и Омскую области. Позднее Острогожск был оккупирован войсками Вермахта и венгерскими контингентами (с 5 июля 1942 года по 20 января 1943 года).
В 1957 г. в состав города вошло село Новая Сотня (бывшее казачье поселение) и слобода Лушниковка.

### Настоящее время
В 2014 году городу присвоено почётное звание Воронежской области «Населённый пункт воинской доблести».

## Население
| 1856    | 1859    | 1897    | 1913    | 1926    | 1931    | 1959    | 1967    | 1970    | 1974    |
| ------- | ------- | ------- | ------- | ------- | ------- | ------- | ------- | ------- | ------- |
| 7400    | ↘6112   | ↗20 983 | ↗23 900 | ↘11 000 | ↗19 300 | ↗28 403 | ↗33 000 | ↘29 921 | ↗32 000 |
| 1979    | 1989    | 1992    | 2000    | 2001    | 2002    | 2003    | 2005    | 2006    | 2009    |
| ↗34 044 | ↗34 492 | ↗34 900 | ↘33 600 | ↘33 000 | ↗34 585 | ↗34 600 | ↘33 400 | ↘32 700 | ↘31 700 |
| 2010    | 2011    | 2012    | 2013    | 2014    | 2015    | 2016    | 2017    | 2018    | 2020    |
| ↗33 842 | ↘33 800 | ↘33 404 | ↘33 029 | ↘32 833 | ↗32 944 | ↘32 826 | ↘32 714 | ↘32 601 | ↘31 829 |
| 2021    | 2025    |         |         |         |         |         |         |         |         |
| ↘31 699 | ↘30 549 |         |         |         |         |         |         |         |         |

На 1 января 2025 года по численности населения город находился на 488-м месте из 1124 городов Российской Федерации.

### Национальный состав
По итогам переписи населения 2020 года проживали следующие национальности (национальности менее 0,1 % и другое, см. в сноске к строке «Другие»):
| Национальность | Численность, чел. | Доля     |
| -------------- | ----------------- | -------- |
| Русские        | 29 602            | 93,38 %  |
| Украинцы       | 97                | 0,31 %   |
| Армяне         | 83                | 0,26 %   |
| Татары         | 35                | 0,11 %   |
| Азербайджанцы  | 32                | 0,10 %   |
| Другие         | 1850              | 5,84 %   |
| Итого          | 31 699            | 100,00 % |

### Язык
По данным переписи 1897 года:
| Язык                       | Численность, чел. | Доля     |
| -------------------------- | ----------------- | -------- |
| Украинский («малорусский») | 10 789            | 51,42 %  |
| Русский («великорусский»)  | 9 815             | 46,78 %  |
| Еврейский                  | 128               | 0,61 %   |
| Польский                   | 73                | 0,35 %   |
| Немецкий                   | 67                | 0,32 %   |
| Другие                     | 111               | 0,52 %   |
| Итого                      | 20 983            | 100,00 % |

В настоящее время официальным и основным языком города является русский.

## Экономика
Среди основных предприятий города — кожевенный завод, предприятия пищевой промышленности (мясокомбинат, завод по производству солода). Ранее также действовали завод по производству кирпича и керамических изделий «Острогожская керамика» (другое название «Острогожский кирпич»), завод столярных изделий, маслосыродельный завод, авторемонтный завод, хлебзавод. В 2021 году хлебзавод прекратил свою работу.
На территории города расположены следующие гостиницы: «Олимп», «Рассвет», «Замок» и мини-отель «Петровский» . Мобильная связь в Острогожске обеспечивается четырьмя
операторами мобильной связи: МТС, «Билайн», «МегаФон», Tele2.

До 1 июня 2012 года в городе Острогожске располагалась военная часть № 20115 автомобильных войск РФ (расформирована), на её месте функционировал военный учебный автомобильный центр «К».

## Культура. Парки
В городе работают краеведческий музей, дом-музей И. Н. Крамского, картинная галерея имени И. Н. Крамского, дом пионеров, детская библиотека, районная межпоселенческая центральная библиотека, стадион «Урожай», станция юных техников (СЮТ), бассейн «Жемчужина», имеется районный дом культуры (МБУ «Дом культуры Острогожского муниципального района»), в котором часто проходят концерты, также есть народный коллектив «Блиц»., народный ансамбль «Фантазия». Руководитель, коллектива «Блиц» является — Короленко Алина Валерьевна, руководитель ансамбля «Фантазия» — Людмила Кузякина. На территории дома культуры работает Острогожский народный театр, в котором в 2020 году состоялась премьера спектакля Ф. М. Достоевского «Дядюшкин сон». В 1987 году был открыт памятник художнику И. Н. Крамскому.
В городе есть два основных парка, пять скверов, а также большое количество аллей: городской парк, парк имени В. М. Кубанева, сквер Пушкина, Филипченко, сквер «Женщина-Мать, Женщина-Воин». сквер Острогожско-Россошанской операции
Городской парк, ворота и ограда которого являются памятником архитектуры, был заложен в 1863 году и сразу стал самым любимым местом отдыха и досуга горожан. B 1908 году вход в сад был оформлен воротами из красного кирпича с контрастными белыми архитектурными деталями. Парк и сейчас является местом отдыха с прогулочными дорожками, скамейками, на территории парка установлены аттракционы, сцена для проведения мероприятий, в 2014 году был открыт фонтан и ЗАГС. На территории парка есть памятник победы и аллея героев, он был открыт в мае 1967 года, в камне высечены фигуры воина и молодого рабочего, а над ними образ Матери-Родины, зовущей советских людей на подвиги. На пьедестале памятника надпись: «Люди! Покуда сердца стучатся — помните, какой ценой завоёвано счастье». Авторы — скульпторы А. Толмачева, О. Толмачев, А. Мещеряков. 6 мая 2005 года по обеим сторонам памятника была открыта Аллея Героев из 16 бюстов Героев Советского Союза, участников Великой Отечественной войны, уроженцев Острогожской земли.
Парк им. В. М. Кубанёва расположен в самом центре Острогожска. Парк получил свое наименование 1 марта 1957 г., когда исполкомом Острогожского горсовета депутатов трудящихся было принято решение переименовать парк «ВЛКСМ», расположенный на площади Коммунаров, в честь поэта Василия Кубанёва — в связи с 15-летием со дня его смерти. На территории парка расположен памятник поэту Василию Кубанёву.Памятник поэту Василию Кубанёву установлен 8 декабря 1973 года. Памятник высотой два метра выполнен из серого гранита с изображением профиля Кубанёва и его словами: «Либо совсем не гореть, либо гореть во всю силу». Василий Михайлович Кубанёв (1921—1942) — советский поэт. Родился в Курской области, позже семья переехала в Острогожск Воронежской области. В 15 лет Василий Кубанёв получил за свои стихи первую премию. За свою короткую жизнь (всего 21 год) успел написать больше сотни стихотворений. В большинстве своих стихотворений Кубанёв близок к «комсомольской поэзии» конца 1930-х годов. Памятник был установлен по инициативе острогожских комсомольцев. Автор — воронежский скульптор Эльза Пак. Памятный знак, посвященный 25-й годовщине со дня аварии на Чернобыльской АЭС, установлен в парке имени В. М. Кубанёва в октябре 2012 года в память о ликвидаторах последствий аварии на Чернобыльской АЭС. На чёрной мраморной стеле высечены слова: «Чернобыльцам от благодарных острогожцев».
Возле краеведческого музея имени И. Н. Крамского расположен сквер имени Пушкина, на территории сквера установлен бюст великого русского поэта Александра Сергеевича Пушкина в 1999 году — к 200-летию со дня рождения поэта. По периметру темно-серого гранитного пьедестала выгравированы цитаты из произведений Пушкина, а на лицевой стороне постамента начертаны слова Федора Тютчева, посвященные великому поэту: «Тебя ж, как первую любовь, России сердце не забудет!..» Также, вокруг бюста расположены лавочки, клумба с цветами и баннеры с произведениями писателя. Возле школы № 1(МКОУ СОШ№ 1) расположен сквер имени Филипченко, на территории расположен бюст космонавту А. В. Филипченко, который был установлен 29 июля 1984 года в Острогожске — на родине дважды Героя Советского Союза, летчика-космонавта СССР, генерал-майора авиации Анатолия Васильевича Филипченко. В сквере «Женщина-Мать, Женщина-Воин» расположен мемориал, который был открыт в сентябре 2005 года, мемориал установлен при финансовой поддержке капитана первого ранга в отставке Ивана Ивановича Говорова, жителя Санкт-Петербурга, который родился и вырос в Острогожске, в семье бывшей фронтовички-зенитчицы Марии Григорьевны Говоровой. Монумент собой мемориальную стелу с барельефными силуэтами женщины и ребёнка. На белой мраморной плите надпись: Подвиг твой славы достоин, Женщина-Мать, Женщина-Воин. На аллее Афганцев установлен памятный знак в честь воинов-афганцев, который был открыт 15 февраля 2010 году — в 21-ю годовщину вывода войск из Афганистана. На гранитном камне высечены имена пяти острогожцев, погибших в Афганистане: В. Григорова, П. Толстикова, В. Якунина, М. Бушманова, А. Минькова.
На въезде в город со стороны Воронежа в 2003 году был открыт мемориальный комплекс в честь Острогожско-Россошанской операции. В центре обелиск и изображенными щитом и мечом — символ непобедимого духа русского народа, а рядом установлена подлинная советская 152-мм гаубица Д-1 образца 1943 года, также есть мемориал «Вечный огонь», который был зажжен 9 мая 1970 года на месте братской могилы № 223 , где захоронены погибшие за освобождение Острогожска. Захоронено всего — 4613 человек, из них известных — 818 чел. В отличие от большинства других городов области, Вечный огонь никогда не гасится, с 2019 по 2020 год проходил реконструкцию. На территории воинской части № 20115 расположен сквер в честь Острогожско-Россошанской операции, в котором установлен танк, в данный момент проводится реконструкция сквера. Мемориал Великой Отечественной войны в Острогожске в память о солдатах и офицерах, погибших в боях на Острогожской земле в 1942—1943 гг., сооружен при въезде в город со стороны Воронежа. Открытие состоялось 7 мая 2010 года по пересечении автомобильных дорог Воронеж-Острогожск и Острогожск-Коротояк. Обелиск представляет собой единую архитектурную композицию, центром которой является 15-метровая стела, выполненная в виде оружейного штыка. На фронтовой стене размещены орден Великой Отечественной войны и мемориальные доски с информацией о ходе Острогожско-Россошанской операции и списками войсковых частей и соединений, участвовавших в боях за освобождение Воронежской области.
В 2020 году было осуществлено открытие набережной на реке Тихая Сосна.
С 7 декабря 1917 года издаётся районная газета «Острогожская жизнь». И. Н. Крамской состоял в обществе художников-передвижников.
Картинная галерея Острогожска основана в 1908 году. Кроме картин И. Н. Крамского в собрании галереи находятся картины И. Е. Репина, В. Д. Поленова, И. К. Айвазовского, А. И. Куинджи.
Сохранился ряд памятников архитектуры — купеческих домов XIX — начала XX веков. В центре города — памятный камень на месте исторической встречи Петра I и гетмана Мазепы.

## Образование
В Острогожске расположены следующие образовательные учреждения:
Высшие учебные заведения:
- Филиал Воронежского экономико-правового института (не действует)
- Учебный центр по подготовке младших специалистов автобронетанковой службы (в/ч 20155) — филиал Военной академии МТО Омска

Средне-профессиональные заведения:
- ГБПОУ ВО Острогожский многопрофильный техникум
- Острогожский техникум потребительской кооперации Воронежского облпотребсоюза (не действует)
- БПОУ ВО Острогожский медицинский колледж

Школы
- МКОУ СОШ № 1
- МКОУ СОШ № 2
- МКОУ СОШ № 4
- МКОУ СОШ № 5 (закрыта)
- МКОУ СОШ № 6
- МКОУ СОШ № 8
- В 2022 году состоялось открытие ПДПЦ(Православный Духовно-Просветительский центр)

## Происхождение названия
Город строился на древнем Острогожском городище на месте впадения реки Острогощи (ныне пересохшей) в Тихую Сосну. Эта река и дала имя городу.
Вопрос о происхождении названия реки Острогощи спорный. Поскольку Острогожск возведён на старом городище неизвестной временной локализации, вероятно название происходит от слова «острог». Также возможна связь со славянским gozd, гоща («лес»). По мнению В. П. Загоровского, название «Острогощь» древнерусское, оно происходит от старославянского мужского имени «Острогость».

## Известные люди
С городом связана жизнь и деятельность многочисленных представителей русской истории. В городе проживали видные представители дворянского рода Тевяшовых, в частности полковник Степан Тевяшов, бригадир Степан Тевяшов, Владимир Тевяшов и др. В доме Тевяшовых жил философ Григорий Сковорода. С Острогожском связаны судьбы поэта-декабриста Кондратия Рылеева (жил в Острогожске в 1816—1818 гг.), философа Николая Станкевича, художника Ивана Крамского (1837—1887; родился в Острогожске), поэта Самуила Маршака (учился в острогожской гимназии), детского писателя Полиена Яковлева (учился вместе с Маршаком), писателя Гавриила Троепольского.
В первой четверти XX века культурную и политическую жизнь в городе развивал будущий украинский журналист и политический деятель Аркадий Животко .
В городе родилась русская писательница Елизавета Милицына (1869—1930). В Острогожске родился русский химик и фармацевт Александр Иовский.
Русский историк Николай Костомаров (1817—1885) служил в Острогожске, работал над изучением истории Острогожского слободского казачьего полка. Острогожскую гимназию закончил Абакумов, Николай Павлович, впоследствии Член-корреспондент Югославской академии наук. В городе родился генерал-полковник Павел Данкевич (1918—1988) участник Финской и Великой Отечественной войн, командующий 43-й (Винницкой) ракетной армией (с 1961 г.), зам. главнокомандующего РВСН по боевой подготовке (1963—1974). В Острогожске жил и работал космонавт Анатолий Филипченко. Уроженцами Острогожска являются военный пилот, командир экипажа стратостата «Осоавиахим-1» Павел Федосеенко, советский военный деятель Вениамин Гайдуков, а также российский правовед, президент Тюменского государственного университета Геннадий Чеботарёв.
Родились в Острогожске
- Иовский, Александр Алексеевич (1796—1857) — русский химик и фармацевт.
- Крамской, Иван Николаевич (1837—1887) — великий русский художник.
- Лебедев, Вячеслав Бонифатьевич (1881—1931) — географ, профессор
- Соловьёв, Лев Григорьевич (1837—1919) — российский художник.
- Милицына, Елизавета Митрофановна (1869—1930) — русская писательница.
- Руднев, Вадим Викторович (1879—1940) — политический деятель; член партии социалистов-революционеров.
- Штейнберг, Эдуард Антонович (1882—1935) — российский художник.
- Федосеенко, Павел Федорович (1898—1934) — советский аэронавт, командир экипажа стратостата «Осоавиахим-1»
- Никитенко, Иван Кузьмич (1901—1980) — советский военно-технический деятель, генерал-майор инженерно-технической службы.
- Васильева, Ольга Александровна (1921—1996) — женщина-снайпер Великой Отечественной войны.

## Радиостанции
- «Радио России» / «ГТРК Воронеж» — 100,1 FM
- «Европа Плюс» — 102,6 FM
- «Маруся FM» (Ранее транслировалось «ТНТ Music Radio») — 104,1 FM
- «Дорожное радио» — 105,6 FM
- «Радио Мелодия» — 107,7 FM
- «Наше радио» — 103,3 FM